# Clasificación Europea para el Campeonato Mundial de Voleibol Femenino Sub-20 de 2017
La Clasificación Europea para el Campeonato Mundial de Voleibol Femenino Sub-20 de 2017 es el torneo de selecciones nacionales de voleibol femenino categoría sub-20 que determina a los dos clasificados por parte de la Confederación Europea de Voleibol (CEV) al Campeonato Mundial de Voleibol Femenino Sub-20 de 2017. La competencia se llevó a cabo del 5 al 8 de enero de 2017 en su primera ronda y del 19 al 21 de mayo de 2017 en su segunda ronda.
Además de los dos cupos que se otorgó en este torneo la CEV tendrá a Italia y Serbia como representantes en el campeonato mundial, ambas selecciones obtuvieron su clasificación por la vía del Ranking FIVB sub-20 que repartió 6 plazas a las selecciones mejor posicionadas que no hayan alcanzado la clasificación mediante el torneo de su respectiva confederación.

## Formato de competición
El torneo se desarrolla dividido en dos rondas.
En la primera ronda intervinieron 15 selecciones que fueron divididas en 3 series de 4 equipos y una de 3 equipos, cada equipo jugó una vez contra cada rival de su serie bajo el sistema de todos contra todos y clasificaron a la segunda ronda los 4 ganadores de serie así como los tres segundos lugares con mejor registro.
Como una de las cuatro series de la primera ronda estuvo conformada solo por tres equipos, los mejores segundos se determinaron luego de descartar los resultados que estos equipos obtuvieron con el equipo ubicado en el último lugar de su serie.
En la segunda ronda participaron 8 selecciones, 7 procedentes de la ronda anterior y la selección de Rusia que inició su participación en esta instancia como campeón del Campeonato Europeo de Voleibol Femenino Sub-19 de 2016. Los 8 equipos se dividieron en dos series de 4 equipos cada uno, cada equipo jugó una vez contra cada rival de su serie bajo el sistema de todos contra todos y clasificaron al campeonato mundial los dos ganadores de grupo.
Los criterios para determinar las posiciones en cada serie fueron los siguientes:
1. Partidos ganados.
2. Puntos obtenidos, los cuales son otorgados de la siguiente manera:
  - Partido con marcador final 3-0 o 3-1: 3 puntos para el ganador, 0 puntos para el perdedor.
  - Partido con marcador final 3-2: 2 puntos para el ganador, 1 punto para el perdedor.
3. Proporción entre los sets ganados y los sets perdidos (Sets ratio).
4. Proporción entre los puntos ganados y los puntos perdidos (Puntos ratio).
5. Resultado del partido entre los equipos en cuestión.

## Conformación de las series
Las series de la primera ronda fueron anunciadas el 10 de noviembre de 2016.
| Serie A                            | Serie B                            | Serie C                              | Serie D                  |
| ---------------------------------- | ---------------------------------- | ------------------------------------ | ------------------------ |
| Letonia Alemania Croacia Dinamarca | Turquía Bulgaria Finlandia Austria | Rumanía Francia Países Bajos Estonia | Portugal Bélgica Polonia |

Las series de la segunda ronda fueron anunciadas el 3 de febrero de 2017.
| Serie E                           | Serie F                            |
| --------------------------------- | ---------------------------------- |
| Alemania Bélgica Bulgaria Polonia | Rusia Países Bajos Turquía Croacia |

## Primera ronda
– Clasificados a la Segunda ronda.

### Serie A
- Sede: Sports Hall Daugava, Riga, Letonia.
- Las horas indicadas corresponden al huso horario local de Estonia (Hora de Europa Oriental – EET): UTC+2.

|      |           | Partidos | Partidos | Partidos |      | Sets | Sets | Sets  | Puntos | Puntos | Puntos |
| Pos. | Equipo    | PJ       | PG       | PP       | Pts. | SG   | SP   | Ratio | PG     | PP     | Ratio  |
| ---- | --------- | -------- | -------- | -------- | ---- | ---- | ---- | ----- | ------ | ------ | ------ |
| 1    | Alemania  | 3        | 3        | 0        | 9    | 9    | 0    | MAX   | 226    | 154    | 1.467  |
| 2    | Croacia   | 3        | 2        | 1        | 6    | 6    | 3    | 2.000 | 202    | 182    | 1.109  |
| 3    | Letonia   | 3        | 1        | 2        | 3    | 3    | 7    | 0.428 | 209    | 235    | 0.889  |
| 4    | Dinamarca | 3        | 0        | 3        | 0    | 1    | 9    | 0.111 | 173    | 239    | 0.723  |

| Fecha      | Hora  | Equipo 1  | Res.  | Equipo 2  | Set 1 | Set 2 | Set 3 | Set 4 | Set 5 | Total   | Reporte |
| ---------- | ----- | --------- | ----- | --------- | ----- | ----- | ----- | ----- | ----- | ------- | ------- |
| 6 de enero | 16:30 | Croacia   | 0 – 3 | Alemania  | 12-25 | 22-25 | 18-25 |       |       | 52 – 75 | Reporte |
| 6 de enero | 19:00 | Letonia   | 3 – 1 | Dinamarca | 14-25 | 25-23 | 25-13 | 25-23 |       | 89 – 84 | Reporte |
| 7 de enero | 15:30 | Alemania  | 3 – 0 | Dinamarca | 25-14 | 25-8  | 25-18 |       |       | 75 – 40 | Reporte |
| 7 de enero | 18:00 | Croacia   | 3 – 0 | Alemania  | 25-21 | 25-20 | 25-17 |       |       | 75 – 58 | Reporte |
| 8 de enero | 15:30 | Dinamarca | 0 – 3 | Croacia   | 18-25 | 17-25 | 14-25 |       |       | 49 – 75 | Reporte |
| 8 de enero | 18:00 | Alemania  | 3 – 0 | Letonia   | 25-21 | 26-24 | 25-17 |       |       | 76 – 62 | Reporte |

### Serie B
- Sede: Pabellón de voleibol Başkent, Ankara, Turquía.
- Las horas indicadas corresponden al huso horario local de Turquía (Hora de Turquía – TRT): UTC+3.

|      |           | Partidos | Partidos | Partidos |      | Sets | Sets | Sets  | Puntos | Puntos | Puntos |
| Pos. | Equipo    | PJ       | PG       | PP       | Pts. | SG   | SP   | Ratio | PG     | PP     | Ratio  |
| ---- | --------- | -------- | -------- | -------- | ---- | ---- | ---- | ----- | ------ | ------ | ------ |
| 1    | Turquía   | 3        | 3        | 0        | 9    | 9    | 0    | MAX   | 225    | 47     | 4.787  |
| 2    | Bulgaria  | 3        | 2        | 1        | 6    | 6    | 3    | 2.000 | 197    | 75     | 2.626  |
| 3    | Finlandia | 2        | 0        | 2        | 0    | 0    | 6    | 0.000 | 0      | 150    | 0.000  |
| 4    | Austria   | 2        | 0        | 2        | 0    | 0    | 6    | 0.000 | 0      | 150    | 0.000  |

| Fecha      | Hora  | Equipo 1  | Res.  | Equipo 2  | Set 1 | Set 2 | Set 3 | Set 4 | Set 5 | Total   | Reporte |
| ---------- | ----- | --------- | ----- | --------- | ----- | ----- | ----- | ----- | ----- | ------- | ------- |
| 5 de enero | 15:00 | Finlandia | 0 – 3 | Bulgaria  | 0-25  | 0-25  | 0-25  |       |       | 0 – 75  | Reporte |
| 5 de enero | 17:30 | Turquía   | 3 – 0 | Austria   | 25-0  | 25-0  | 25-0  |       |       | 75 – 0  | Reporte |
| 6 de enero | 15:00 | Bulgaria  | 3 – 0 | Austria   | 25-0  | 25-0  | 25-0  |       |       | 75 – 0  | Reporte |
| 6 de enero | 17:30 | Finlandia | 0 – 3 | Turquía   | 0-25  | 0-25  | 0-25  |       |       | 0 – 75  | Reporte |
| 7 de enero | 15:00 | Austria   | Aban. | Finlandia |       |       |       |       |       | –       | Reporte |
| 7 de enero | 17:30 | Bulgaria  | 0 – 3 | Turquía   | 13-25 | 20-25 | 14-25 |       |       | 47 – 75 | Reporte |

### Serie C
- Sede: Olimpia Sports Hall, Ploiești, Rumania.
- Las horas indicadas corresponden al huso horario local de Rumania (Hora de Europa Oriental – EET): UTC+2.

|      |              | Partidos | Partidos | Partidos |      | Sets | Sets | Sets  | Puntos | Puntos | Puntos |
| Pos. | Equipo       | PJ       | PG       | PP       | Pts. | SG   | SP   | Ratio | PG     | PP     | Ratio  |
| ---- | ------------ | -------- | -------- | -------- | ---- | ---- | ---- | ----- | ------ | ------ | ------ |
| 1    | Países Bajos | 3        | 3        | 0        | 9    | 9    | 0    | MAX   | 227    | 151    | 1.503  |
| 2    | Francia      | 3        | 1        | 2        | 3    | 4    | 6    | 0.666 | 200    | 224    | 0.892  |
| 3    | Estonia      | 3        | 1        | 2        | 3    | 4    | 7    | 0.571 | 214    | 254    | 0.842  |
| 4    | Rumanía      | 3        | 1        | 2        | 3    | 3    | 7    | 0.428 | 219    | 231    | 0.948  |

| Fecha      | Hora  | Equipo 1     | Res.  | Equipo 2     | Set 1 | Set 2 | Set 3 | Set 4 | Set 5 | Total   | Reporte |
| ---------- | ----- | ------------ | ----- | ------------ | ----- | ----- | ----- | ----- | ----- | ------- | ------- |
| 5 de enero | 16:30 | Francia      | 0 – 3 | Países Bajos | 12-25 | 15-25 | 17-25 |       |       | 44 – 75 | Reporte |
| 5 de enero | 19:00 | Rumania      | 3 – 1 | Estonia      | 25-22 | 23-25 | 25-19 | 25-13 |       | 98 – 79 | Reporte |
| 6 de enero | 16:30 | Países Bajos | 3 – 0 | Estonia      | 25-16 | 25-14 | 25-14 |       |       | 75 – 44 | Reporte |
| 6 de enero | 19:00 | Francia      | 3 – 0 | Rumanía      | 25-20 | 25-18 | 25-20 |       |       | 75 – 58 | Reporte |
| 7 de enero | 16:30 | Estonia      | 3 – 1 | Francia      | 25-17 | 25-20 | 16-25 | 25-19 |       | 91 – 81 | Reporte |
| 7 de enero | 19:00 | Países Bajos | 3 – 0 | Rumanía      | 25-22 | 25-16 | 27-25 |       |       | 77 – 63 | Reporte |

### Serie D
- Sede: Centro Cultural Viana do Castelo, Viana do Castelo, Portugal.
- Las horas indicadas corresponden al huso horario local de Portugal (Hora de Europa Occidental – WET): UTC±0.

|      |          | Partidos | Partidos | Partidos |      | Sets | Sets | Sets  | Puntos | Puntos | Puntos |
| Pos. | Equipo   | PJ       | PG       | PP       | Pts. | SG   | SP   | Ratio | PG     | PP     | Ratio  |
| ---- | -------- | -------- | -------- | -------- | ---- | ---- | ---- | ----- | ------ | ------ | ------ |
| 1    | Bélgica  | 2        | 2        | 0        | 6    | 6    | 1    | 6.000 | 169    | 119    | 1.420  |
| 2    | Polonia  | 2        | 1        | 1        | 3    | 4    | 3    | 1.333 | 148    | 147    | 1.006  |
| 3    | Portugal | 2        | 0        | 2        | 0    | 0    | 6    | 0.000 | 99     | 150    | 0.660  |

| Fecha      | Hora  | Equipo 1 | Res.  | Equipo 2 | Set 1 | Set 2 | Set 3 | Set 4 | Set 5 | Total   | Reporte |
| ---------- | ----- | -------- | ----- | -------- | ----- | ----- | ----- | ----- | ----- | ------- | ------- |
| 6 de enero | 17:30 | Bélgica  | 3 – 0 | Portugal | 25-12 | 25-17 | 25-17 |       |       | 75 – 46 | Reporte |
| 7 de enero | 15:00 | Polonia  | 1 – 3 | Bélgica  | 7-25  | 20-25 | 25-19 | 21-25 |       | 73 – 94 | Reporte |
| 8 de enero | 17:30 | Portugal | 0 – 3 | Polonia  | 18-25 | 14-25 | 21-25 |       |       | 53 – 75 | Reporte |

### Mejores segundos
Para la elaboración de la tabla de los segundos lugares y determinar a los mejores tres se descartó los resultados que estos equipos obtuvieron con el último clasificado de su respectiva serie. Este procedimiento se hizo con el fin de equiparar el número de partidos jugados por el segundo de la serie D (conformado por tres equipos) con el de los segundos lugares del resto de series.
|      |          | Partidos | Partidos | Partidos |      | Sets | Sets | Sets  | Puntos | Puntos | Puntos |
| Pos. | Equipo   | PJ       | PG       | PP       | Pts. | SG   | SP   | Ratio | PG     | PP     | Ratio  |
| ---- | -------- | -------- | -------- | -------- | ---- | ---- | ---- | ----- | ------ | ------ | ------ |
| 1    | Polonia  | 2        | 1        | 1        | 3    | 4    | 3    | 1.333 | 148    | 147    | 1.006  |
| 2    | Bulgaria | 2        | 1        | 1        | 3    | 3    | 3    | 1.000 | 122    | 75     | 1.626  |
| 3    | Croacia  | 2        | 1        | 1        | 3    | 3    | 3    | 1.000 | 127    | 133    | 0.954  |
| 4    | Francia  | 2        | 0        | 2        | 0    | 1    | 6    | 0.166 | 125    | 166    | 0.753  |

## Segunda ronda
La selección de Rusia clasificó a esta ronda como campeón del Campeonato Europeo de Voleibol Femenino Sub-19 de 2016, a ella se unieron a los 7 clasificados de la ronda anterior.
     – Clasificados al Campeonato Mundial de Voleibol Femenino Sub-20 de 2017.

### Serie E
- Sede: Centrum Edukacyjno Rekreacyjne Solne Miasto, Wieliczka, Polonia.
- Las horas indicadas corresponden al huso horario local de Polonia (Hora de vernano de Europa Central – CEST): UTC+2.

|      |          | Partidos | Partidos | Partidos |      | Sets | Sets | Sets  | Puntos | Puntos | Puntos |
| Pos. | Equipo   | PJ       | PG       | PP       | Pts. | SG   | SP   | Ratio | PG     | PP     | Ratio  |
| ---- | -------- | -------- | -------- | -------- | ---- | ---- | ---- | ----- | ------ | ------ | ------ |
| 1    | Polonia  | 3        | 3        | 0        | 9    | 9    | 1    | 9.000 | 253    | 169    | 1.497  |
| 2    | Bélgica  | 3        | 2        | 1        | 5    | 7    | 5    | 1.400 | 268    | 252    | 1.063  |
| 3    | Alemania | 3        | 1        | 2        | 4    | 5    | 6    | 0.833 | 234    | 250    | 0.936  |
| 4    | Bulgaria | 3        | 0        | 3        | 0    | 0    | 9    | 0.000 | 141    | 225    | 0.626  |

| Fecha      | Hora  | Equipo 1 | Res.  | Equipo 2 | Set 1 | Set 2 | Set 3 | Set 4 | Set 5 | Total     | Reporte                                                                                                   |
| ---------- | ----- | -------- | ----- | -------- | ----- | ----- | ----- | ----- | ----- | --------- | --- |
| 19 de mayo | 17:00 | Alemania | 0 – 3 | Polonia  | 12-25 | 18-25 | 17-25 |       |       | 47 – 75   | Reporte (enlace roto disponible en Internet Archive; véase el historial, la primera versión y la última). |
| 19 de mayo | 19:30 | Bélgica  | 3 – 0 | Bulgaria | 25-16 | 25-7  | 25-14 |       |       | 75 – 37   | Reporte (enlace roto disponible en Internet Archive; véase el historial, la primera versión y la última). |
| 20 de mayo | 16:00 | Polonia  | 3 – 0 | Bulgaria | 25-11 | 25-13 | 25-21 |       |       | 75 – 45   | Reporte                                                                                                   |
| 20 de mayo | 18:30 | Alemania | 2 – 3 | Bélgica  | 25-12 | 24-26 | 26-24 | 28-30 | 9-15  | 112 – 116 | Reporte (enlace roto disponible en Internet Archive; véase el historial, la primera versión y la última). |
| 21 de mayo | 15:00 | Polonia  | 3 – 1 | Bélgica  | 25-17 | 28-30 | 25-13 | 25-17 |       | 103 – 77  | Reporte (enlace roto disponible en Internet Archive; véase el historial, la primera versión y la última). |
| 21 de mayo | 17:30 | Bulgaria | 0 – 3 | Alemania | 15-25 | 21-25 | 23-25 |       |       | 59 – 75   | Reporte (enlace roto disponible en Internet Archive; véase el historial, la primera versión y la última). |

### Serie F
- Sede: Yildirim Beyazit Sports Hall, Turgutlu, Turquía.
- Las horas indicadas corresponden al huso horario local de Turquía (Hora de Turquía – TRT): UTC+3.

|      |              | Partidos | Partidos | Partidos |      | Sets | Sets | Sets  | Puntos | Puntos | Puntos |
| Pos. | Equipo       | PJ       | PG       | PP       | Pts. | SG   | SP   | Ratio | PG     | PP     | Ratio  |
| ---- | ------------ | -------- | -------- | -------- | ---- | ---- | ---- | ----- | ------ | ------ | ------ |
| 1    | Rusia        | 3        | 3        | 0        | 8    | 9    | 2    | 4.500 | 251    | 198    | 1.267  |
| 2    | Turquía      | 3        | 2        | 1        | 7    | 8    | 4    | 2.000 | 278    | 229    | 1.214  |
| 3    | Países Bajos | 3        | 1        | 2        | 3    | 4    | 6    | 0.666 | 197    | 220    | 0.895  |
| 4    | Croacia      | 3        | 0        | 3        | 0    | 0    | 9    | 0.000 | 146    | 225    | 0.648  |

| Fecha      | Hora  | Equipo 1     | Res.  | Equipo 2     | Set 1 | Set 2 | Set 3 | Set 4 | Set 5 | Total     | Reporte                                                                                                   |
| ---------- | ----- | ------------ | ----- | ------------ | ----- | ----- | ----- | ----- | ----- | --------- | --- |
| 19 de mayo | 15:30 | Países Bajos | 0 – 3 | Rusia        | 9-25  | 19-25 | 21-25 |       |       | 49 – 75   | Reporte                                                                                                   |
| 19 de mayo | 18:00 | Turquía      | 3 – 0 | Croacia      | 25-13 | 25-20 | 25-22 |       |       | 75 – 55   | Reporte                                                                                                   |
| 20 de mayo | 15:30 | Rusia        | 3 – 0 | Croacia      | 25-18 | 25-11 | 25-18 |       |       | 75 – 47   | Reporte (enlace roto disponible en Internet Archive; véase el historial, la primera versión y la última). |
| 20 de mayo | 18:00 | Países Bajos | 1 – 3 | Turquía      | 13-25 | 28-26 | 11-25 | 21-25 |       | 73 – 101  | Reporte (enlace roto disponible en Internet Archive; véase el historial, la primera versión y la última). |
| 21 de mayo | 15:30 | Croacia      | 0 – 3 | Países Bajos | 20-25 | 9-25  | 15-25 |       |       | 44 – 75   | Reporte (enlace roto disponible en Internet Archive; véase el historial, la primera versión y la última). |
| 21 de mayo | 18:00 | Rusia        | 3 – 2 | Turquía      | 19-25 | 17-25 | 25-21 | 25-21 | 15-10 | 101 – 102 | Reporte (enlace roto disponible en Internet Archive; véase el historial, la primera versión y la última). |